# 5-メトキシ-N,N-ジメチルトリプタミン
5-メトキシ-N,N-ジメチルトリプタミン（5-methoxy-N,N-dimethyltryptamine、略称: 5-MeO-DMT）は、トリプタミン誘導体の幻覚剤である。1936年、東京工業大学の星野敏雄らが合成に成功した。様々な種類の植物に含まれ、コロラドリバーヒキガエルという1種類のカエルが分泌する。ジメチルトリプタミン (DMT) やブフォテニン (5-HO-DMT) と構造が似ており、南アメリカで幻覚剤として用いられている。吸引により30分と短い持続時間でシロシビンと同等のサイケデリック体験が起こる。（シロシビンでは6時間持続）2022年時点では、うつ病の治療の治験が進行している。

## 化学
5-MeO-DMTは1936年に初めて合成され、1959年に嗅ぎたばこの原料となるヨポの種子から幻覚成分として単離された。かつてはこの嗅ぎたばこの幻覚効果の主要な成分と考えられていたが、種子中に少量や全く含まれないこともあり、現在では、幻覚効果の主要な成分は、5-MeO-DMTのO-デメチル化代謝物であるブフォテニンであると考えられている。代謝は、主にCYP2D6によって行われる。

## 宗教的利用
南アメリカの原住民のシャーマンが使用してきた。
5-MeO-DMTは、生命の樹教会のサクラメントであった。おおよそ1971年から1980年代まで、5-MeO-DMTはこの宗教の信者の間でこっそりと用いられてきた。1970年から1990年まで、パセリで5-MeO-DMTを吸うことは、おそらくアメリカ合衆国における2大投与経路の1つであった。
コロラドリバーヒキガエルの分泌物を吸入することは精神的な探求手段として人気がある。このような使用の大半は、年1回以下、生涯で4回未満であり、90%以上の人に強い神秘体験を生じている
。オクタビオ・レティグ (Octavio Rettig) は、2013年にTEDでヒキガエルの幻覚剤を使ってコカイン依存を克服したと語り、その後VICEのYoutubeの動画に出たことで注目を集め、また2016年にThe Toad of Dawnを出版、ほとんど行われていかなったこの慣行は、よく行われる方法となり、ヒキガエルの生態系に影響を及ぼしているかが議論になっている。合成の5-MeO-DMTを使うことでこの問題は簡単に防止できる。

## 薬理学
5-MeO-DMTは、ジメチルトリプタミンのメトキシ化誘導体である。薬理的作用は、主にセロトニン受容体を通して生じる。特に、5-HT2受容体および5-HT1A受容体のサブタイプと高い親和性を持つ。その他、モノアミン神経伝達物質の再取込み阻害等も作用の発現に関わっている。
経口摂取した場合、通常はモノアミン酸化酵素阻害薬（MAOI）によって分解され効果はない。5-MeO-DMTは通常は、喫煙や気化を通して摂取される。
ほかの幻覚剤と異なり、連用によって量を増やさないと効かなくなる耐性がつかないため、確実にサイケデリック体験を起こすための使用量増加を安全に行うことができる。

## 効果
効果はほかの幻覚剤に似ており、畏敬の念、愛や平和といった感情、時間・空間の間隔の変化、一体感、自己と世界との境界の消滅など、また（バッドトリップでは）恐怖、不安、混乱などが起こることがある。喫煙や気化により摂取した場合、数秒で効果の最高潮に達し15-20分持続する。注射では、数分後に開始され60分持続し、主観的な体験は気化よりも弱い強度になる。高用量のシロシビンと同等の体験を起こしながら、20分といったより短時間で済む。（シロシビンの持続時間は6時間）
オランダのGH Research社による、2022年9月に発表された治験第II相試験では、サイケデリック体験が起こるよう最大3回まで使用量を増加させていく5-MeO-DMTの吸入によって、Montgomery Asbergうつ病評価尺度（MADRS）の得点は当初の約30点（中等症のうつ病）から、体験から2時間後には約13点、1日後には約5点、7日後には約8点となり、8名中7名はうつ病の基準を満たしていなかった（被験者が8名と少なく数値に偏りがある可能性はある）。2021年のGH Researchの参加者2名での同様の予備試験。2022年時点ではほかに、イギリスのキングス・カレッジ・ロンドンなど、いくつか臨床試験の予定がある。
42名での研究で、ヒキガエルの分泌物の吸入から1か月後にマインドフルネスの能力の向上や、不安やうつの減少がみられ、特に自我の溶解などを経験した者において人生の満足度の高さと低いストレス評価があった。
5-MeO-DMTの吸入によって、完全な神秘体験を伴う強い神秘体験を75%の人に起こしており、高用量のシロシビンを投与したときに類似していた。5-MeO-DMTの治療可能性を探索するための、2019年の362人からのウェブベースの調査では、8割の人でうつや不安を減少したため将来の治療研究につながる可能性があるとされていた。

## 法的位置づけ
日本では、劇物ならびに指定薬物に指定されている。

### 中国
2015年10月時点で、5-MeO-DMTは中国国内で規制物質となっている。

### オーストラリア
ジメチルトリプタミンのアナログとして、SUSMPにおいてスケジュール9の規制物質として扱われている。

### スウェーデン
2004年10月に制定された法律Lagen om förbud mot vissa hälsofarliga varorの下の規制SFS 2004:696により、「健康に有害」として販売及び所持が禁止された。

### トルコ
2013年12月より規制されている。

### 米国
2011年1月に規制物質法のスケジュールIに指定された。